# 53 Piscium
53 Piscium (53 Psc / AG Piscium) es una estrella en la constelación de Piscis de magnitud aparente +5,86.
Se encuentra, de acuerdo a la nueva reducción de los datos de paralaje de Hipparcos, aproximadamente a 1040 años luz de distancia del sistema solar.
53 Piscium es una subgigante blanco-azulada de tipo espectral B2.5IV.
Su superficie tiene una temperatura de 19.525 K y brilla con una luminosidad 2550 veces mayor que la luminosidad solar.
Con un radio unas 3,3 veces más grande que el del Sol, gira sobre sí misma con una velocidad de rotación igual o superior a 48 ± 8 km/s.
Aunque 53 Piscium es considerablemente más masiva que el Sol, no existe unanimidad en cuanto al valor de su masa; según la fuente consultada, esta estaría entre las 5,4 y las 7,3 masas solares.
Su edad es de 21,9 ± 3,2 millones de años.
Aunque en el pasado 53 Piscium fue catalogada como variable Beta Cephei, recibiendo la denominación de variable AG Piscium, actualmente no se la incluye dentro de dicho grupo.
En su lugar, se la considera una «estrella B pulsante lenta» (SPB) semejante a 53 Persei o τ Herculis.